# Wout D’Heer
Wout D’Heer (ur. 26 kwietnia 2001 w Dendermonde) – belgijski siatkarz, reprezentant Belgii, grający na pozycji środkowego. 
Zaczynał swoją karierę siatkarską w klubie Topsportschool Vilvoorde, grając do 2019 roku. W 2018 roku na mistrzostwach Europy kadetów wraz z reprezentacją zajął 7. miejsce. W sezonie 2019/2020 był zawodnikiem Caruur Volley Gent. W Lindemans Aalst spędził sezon 2020/2021. W 2021 roku w letnim okresie transferowym podpisał kontrakt z jednym z najbardziej utytułowanym włoskim zespołem - Itas Trentino.

## Sukcesy klubowe
Superpuchar Włoch:
- 2021

Klubowe Mistrzostwa Świata:
- 2022[4]
- 2021

Liga Mistrzów:
- 2024[5]
- 2022

Mistrzostwo Włoch:
- 2023[6]

## Sukcesy reprezentacyjne
Mistrzostwa Europy U-17:
- 2017

Mistrzostwa Europy juniorów:
- 2018, 2020

Olimpijski festiwal młodzieży Europy:
- 2019

WEVZA U-19:
- 2019

## Nagrody indywidualne
- 2020: Najlepszy środkowy mistrzostw Europy juniorów